# Seminario arcivescovile di Bologna
Il seminario arcivescovile di Bologna è l'istituzione dell'Arcidiocesi di Bologna preposta alla formazione dei sacerdoti diocesani.

## Storia
Il seminario fu istituito nel 1567 dal cardinale Gabriele Paleotti, a seguito delle disposizioni emanate dalla XXIII sessione del Concilio di Trento, che nel 1563 aveva reso obbligatoria l'istituzione di un seminario in ogni diocesi.
L'istituzione ebbe quattro sedi nel corso della storia:
- La prima sede fu inizialmente nel centro cittadino in Via Castiglione;
- Dal 1751 al 1910 fu nell'edificio di fronte alla Cattedrale di San Pietro (nel palazzo che oggi ospita l'Hotel Baglioni);
- Dal 1910 al 1932 venne trasferito nella attuale Piazza dei Martiri;
- Del 1932, infine, si trasferì nella nuova sede appena costruita nel parco di Villa Revedin (appositamente acquistato in precedenza dall'Arcidiocesi su iniziativa del cardinale Giovanni Battista Nasalli Rocca), che è tuttora la sua sede. 
A partire dal 1940, con l'ingresso dell'Italia nella seconda guerra mondiale, un'ala dell'edificio fu adibita ad ospedale militare. Nel 1943 i seminaristi furono mandati a casa, e la maggior parte dell'edificio fu adibito ad ospedale. Nel 1944 venne danneggiato durante un'incursione aerea alleata. Nel 1945, terminate le ostilità, il seminario poté essere riaperto.
A partire dal 1965 all'interno del seminario è stato attivo un liceo classico legalmente riconosciuto, destinato agli allievi del seminario minore, e a partire dal 1977 anche una scuola media. Tali attività sono entrambe cessate nel 1997.